# Campo elettrico
In fisica, il campo elettrico è un campo di forze generato nello spazio dalla presenza di una o più cariche elettriche o di un campo magnetico variabile nel tempo. Insieme al campo magnetico costituisce il campo elettromagnetico, responsabile dell'interazione elettromagnetica.
Introdotto da Michael Faraday, il campo elettrico si propaga alla velocità della luce ed esercita una forza su ogni oggetto elettricamente carico. Nel sistema internazionale di unità di misura si misura in newton su coulomb (N/C), o in volt su metro (V/m). Se è generato dalla sola distribuzione stazionaria di carica spaziale, il campo elettrico è detto elettrostatico ed è conservativo.
Se presente all'interno di un materiale conduttore, il campo elettrico genera una corrente elettrica. Il campo elettrico è un vettore il cui verso viene determinato dal segno delle cariche elettriche, in dettaglio esso va dalla carica elettrica positiva a quella negativa, mentre il modulo viene definito dalla prossimità di queste cariche e dalla loro intensità.

## Evidenze sperimentali
Sperimentalmente si verifica l'attrazione o la repulsione tra corpi dotati di carica elettrica, corrispondente a due stati di elettrizzazione della materia. La carica si definisce positiva quando vi è una carenza di elettroni nell'oggetto, negativa in presenza di un eccesso. Corpi elettrizzati entrambi positivamente o entrambi negativamente si respingono, mentre corpi elettrizzati in modo opposto si attraggono.
Per misurare l'elettrizzazione di un corpo si usa uno strumento chiamato elettroscopio a foglie, costituito da un'ampolla di vetro nella quale è inserita un'asta metallica la quale, all'interno dell'ampolla, ha due linguette metalliche molto sottili, dette foglie, mentre all'esterno essa può essere messa a contatto con un corpo carico. Mettendo a contatto con l'asta un corpo carico, le linguette si allontanano l'una dall'altra in proporzione all'elettrizzazione del corpo che è stato messo a contatto.
A partire da tali evidenze sperimentali, nella seconda metà del diciottesimo secolo Charles Augustin de Coulomb formulò la legge di Coulomb, che quantifica la forza elettrica attrattiva o repulsiva che due corpi puntiformi carichi elettricamente si scambiano a distanza. A partire da tale legge si può affermare che un corpo carico elettricamente produce nello spazio circostante un campo tale per cui, se si introduce una carica elettrica, questa risente dell'effetto di una forza, detta forza di Coulomb, direttamente proporzionale al prodotto delle due cariche e inversamente proporzionale al quadrato della loro distanza.

## Campo elettrostatico nel vuoto
Nel vuoto, il campo elettrico {\displaystyle \mathbf {E} } in un punto dello spazio è definito come la forza per unità di carica elettrica positiva alla quale è soggetta una carica puntiforme {\displaystyle q}, detta carica "di prova", se posta nel punto:
{\displaystyle \mathbf {E} =\lim _{q\to 0}{\frac {\mathbf {F} }{q}}}

Posizione di una carica puntiforme nello spazio euclideo. Il campo generato nella posizione è proporzionale al valore della carica posta nel punto ed inversamente proporzionale al quadrato della distanza della carica.

Il vettore campo elettrico {\displaystyle \mathbf {E} } in un punto è quindi definito come il rapporto tra la forza elettrica agente sulla carica di prova ed il valore della carica stessa, purché la carica di prova sia sufficientemente piccola da provocare una perturbazione trascurabile sull'eventuale distribuzione di carica che genera il campo. Il campo è dunque indipendente dal valore della carica di prova usata, essendone indipendente il rapporto tra la forza e la carica stessa, e questo mostra che il campo elettrico è una proprietà caratteristica dello spazio. Dalla definizione si ricava che l'unità di misura del campo elettrico è {\displaystyle \mathrm {N} /\mathrm {C} }, che equivale a {\displaystyle \mathrm {V} /\mathrm {m} }.
Dalla legge di Coulomb segue che una carica {\displaystyle Q} posta in {\displaystyle \mathbf {r} '} genera un campo elettrico che in un punto qualsiasi {\displaystyle \mathbf {r} } è definito dalla seguente espressione:
{\displaystyle \mathbf {E} (\mathbf {r} )={\frac {Q}{4\pi \varepsilon _{0}}}{\frac {\mathbf {r} -\mathbf {r} '}{\left\|\mathbf {r} -\mathbf {r} '\right\|^{3}}}}
dove {\displaystyle \varepsilon _{0}} è la costante dielettrica del vuoto.

Per un numero n di cariche puntiformi {\displaystyle q_{i}} distribuite nello spazio il campo elettrostatico nella posizione {\displaystyle \mathbf {r} } è dato da:
{\displaystyle \mathbf {E} _{0}(\mathbf {r} )=\displaystyle \sum _{i=1}^{n}\mathbf {E} _{0i}(r)={\frac {1}{4\pi \varepsilon _{0}}}\sum _{i=1}^{n}q_{i}{\frac {\mathbf {r} -\mathbf {r} _{i}'}{\left\|\mathbf {r} -\mathbf {r} _{i}'\right\|^{3}}}}
In generale, per una distribuzione continua di carica si ha:
{\displaystyle \mathbf {E} _{0}(\mathbf {r} )={\frac {1}{4\pi \varepsilon _{0}}}\iiint _{\Omega }\rho (\mathbf {r} '){\frac {\mathbf {r} -\mathbf {r} '}{\left\|\mathbf {r} -\mathbf {r} '\right\|^{3}}}\mathop {\mathrm {d} x'} \mathop {\mathrm {d} y'} \mathop {\mathrm {d} z'} }
dove {\displaystyle \rho (\mathbf {r} )} rappresenta la densità di carica nello spazio:
{\displaystyle \rho (\mathbf {r} )=\lim _{\Delta V\to 0}{\frac {\Delta q}{\Delta V}}={\frac {\mathop {\mathrm {d} q} }{\mathop {\mathrm {d} V} }}}
e {\displaystyle \Omega } rappresenta la regione di spazio occupata dalla distribuzione di carica. Il campo elettrico si può esprimere come gradiente di un potenziale scalare, il potenziale elettrico:
{\displaystyle \mathbf {E} _{0}=-\operatorname {grad} V_{0}=-\nabla V_{0}}
Essendo il potenziale elettrico un campo scalare, il campo elettrico è conservativo.

### Linee di flusso e teorema di Gauss

Linee di flusso uscenti per il campo elettrico prodotto da una carica positiva nello spazio

Linee di flusso entranti per il campo elettrico prodotto da una carica negativa nello spazio

Linee di flusso prodotte da due cariche uguali ed opposte di segno nello spazio-Dipolo elettrico

Linee di flusso prodotte da due cariche uguali e dello stesso segno nello spazio

Il campo elettrico è un campo vettoriale rappresentato attraverso linee di campo: una carica puntiforme a potenziale positivo produce le linee di campo radiali uscenti da essa, ed è definita sorgente delle linee di forza, mentre per una carica puntiforme a potenziale negativo le linee di campo sono radiali ed entranti verso la carica, che è così definita pozzo di linee di forza. Le linee di livello a potenziale elettrico costante sono dette superfici equipotenziali, e sono perpendicolari alle linee di flusso del campo elettrico.
Il fatto che una superficie chiusa che racchiuda la sorgente del campo sia attraversata da tutte le linee di forza generate dalla sorgente, si formalizza attraverso il teorema del flusso, anche detto teorema di Gauss, che definisce una proprietà matematica generale per il campo vettoriale elettrico. Nel vuoto il teorema afferma che il flusso del campo elettrico attraverso una superficie chiusa contenente una distribuzione di carica caratterizzata dalla densità di carica volumetrica {\displaystyle \rho } è pari alla carica totale contenuta nel volume racchiuso dalla superficie diviso per la costante dielettrica del vuoto:
{\displaystyle \Phi _{\Sigma }(\mathbf {E} )={\frac {1}{\varepsilon _{0}}}\int _{V}\rho (x,y,z)\mathop {\mathrm {d} V} ={\frac {Q_{\text{int}}}{\varepsilon _{0}}}}
Applicando il teorema della divergenza alla prima relazione ed uguagliando gli integrandi si ottiene:
{\displaystyle \mathbf {\nabla } \cdot \mathbf {E} ={\frac {\rho }{\varepsilon _{0}}}}
Tale equazione è la prima delle equazioni di Maxwell, e costituisce la forma locale del teorema di Gauss per il campo elettrico.

### Circuitazione del campo elettrostatico
Il campo elettrostatico viene generato da una distribuzione di carica indipendente dal tempo. Condizione necessaria e sufficiente perché un campo vettoriale sia conservativo in un insieme semplicemente connesso, ad esempio, un insieme stellato o convesso, è che la circuitazione del campo, cioè l'integrale del campo lungo una linea chiusa, sia nulla:
{\displaystyle \oint _{\gamma }\mathbf {E} _{0}\cdot \mathop {\mathrm {d} \mathbf {l} } =0}
Questo avviene solamente in condizioni stazionarie.
In maniera equivalente, il campo elettrostatico è conservativo dal momento che esiste una funzione scalare, il potenziale elettrico, tale che l'integrale per andare da un punto A ad un punto B non dipenda dal cammino percorso ma solo dal valore della funzione agli estremi:
{\displaystyle \int _{A}^{B}\mathbf {E} _{0}\cdot \mathop {\mathrm {d} \mathbf {l} } =V_{0}(A)-V_{0}(B)}

### Equazioni di Maxwell per il campo elettrostatico nel vuoto
Dal teorema della divergenza e dal teorema del flusso si ricava la prima equazione di Maxwell nel vuoto:
{\displaystyle \nabla \cdot \mathbf {E} ={\frac {\rho }{\varepsilon _{0}}}}
Per la conservatività del campo elettrostatico è possibile enunciare la terza equazione di Maxwell nel vuoto nelle forme:
{\displaystyle \mathbf {E} _{0}=-\nabla V_{0}\qquad \nabla \times \mathbf {E} =0}
Combinando la prima con la seconda si ottiene l'equazione di Poisson:
{\displaystyle \nabla ^{2}V_{0}={\frac {\partial ^{2}V_{0}}{\partial x^{2}}}+{\frac {\partial ^{2}V_{0}}{\partial y^{2}}}+{\frac {\partial ^{2}V_{0}}{\partial z^{2}}}=-{\frac {\rho }{\varepsilon _{0}}}}
dove con {\displaystyle \nabla ^{2}} si indica l'operatore differenziale laplaciano. La soluzione dell'equazione di Poisson è unica se sono date le condizioni al contorno. In particolare, un potenziale che soddisfi l'equazione di Poisson e che sia nullo a distanza infinita dalle sorgenti del campo coincide necessariamente con il potenziale elettrico, dato dall'espressione:
{\displaystyle V_{0}(\mathbf {r} )={\frac {1}{4\pi \varepsilon _{0}}}\int _{v}{\frac {\rho (x',y',z')}{|\mathbf {r} -\mathbf {r} '|}}\mathop {\mathrm {d} x'} \mathop {\mathrm {d} y'} \mathop {\mathrm {d} z'} }
In assenza di cariche sorgenti del campo l'equazione diventa omogenea, e prende il nome di equazione di Laplace:
{\displaystyle \nabla ^{2}V=0}.
dalla quale risulta che in assenza di cariche il potenziale è una funzione armonica.

#### Condizioni al contorno
Risolvere l'equazione di Poisson in regioni di spazio limitate significa risolvere il problema generale dell'elettrostatica per opportune condizioni al contorno, come l'assenza o la presenza di conduttori e cariche elettriche localizzate. In particolare se ne distinguono tre tipi:

##### Condizioni al contorno di Dirichlet
In questo caso non sono presenti cariche localizzate, ed il campo elettrostatico è generato da un sistema di conduttori di geometria nota e potenziale noto. In questo caso vale l'equazione di Laplace, dove le condizioni al contorno sono che il potenziale sia nullo all'infinito e valga {\displaystyle V_{0i}} sulla superficie dei conduttori. Una volta ricavati i potenziali per ogni punto nello spazio risolvendo l'equazione di Laplace, si ricava il campo elettrostatico, ed è possibile determinare la densità di carica superficiali  {\displaystyle \sigma _{i}} sui conduttori mediante il teorema di Coulomb. Infine, si può trovare la carica netta totale su tutti i conduttori e i coefficienti di capacità su questi tramite il seguente sistema, che consente di ricavare i coefficienti.
{\displaystyle {\begin{cases}Q_{1}=c_{11}V_{01}+c_{12}V_{02}+\cdots +c_{1n}V_{0n}\\Q_{2}=c_{21}V_{01}+c_{22}V_{02}+\cdots +c_{2n}V_{0n}\\\vdots \\Q_{n}=c_{n1}V_{01}+c_{n2}V_{02}+\cdots +c_{nn}V_{0n}\end{cases}}}

##### Condizioni al contorno di Neumann
In questo caso il campo elettrostatico è dato da un sistema di conduttori di geometria nota di cui sono note le cariche su ognuno. Si danno quindi dei potenziali arbitrari sui conduttori {\displaystyle V_{0}=V_{0i}^{p}} e si risolve il problema di Dirichlet come sopra. Dal momento che le cariche sono note ed i coefficienti di capacità sono indipendenti dalle cariche e dai potenziali, essendo dipendenti solo dal loro rapporto, dal sistema del caso precedente si ricavano i reali potenziali {\displaystyle V_{0}=V_{0i}}.

##### Condizioni al contorno miste
Un esempio può essere quello di avere una distribuzione di carica {\displaystyle \rho } nota nello spazio ed un sistema di conduttori di cui si conoscono solo le cariche su ognuno. Il problema è quello di risolvere l'equazione di Poisson, e dal momento che non si conoscono i potenziali il problema diventa un sistema di equazioni del tipo:
{\displaystyle V_{i}=V_{i}(\rho )+\sum _{i}^{N}p_{ij}Q_{j}}
dove i numeri {\displaystyle p_{ij}} sono i coefficienti della matrice di potenziale. Per calcolare i potenziali si utilizza poi il metodo dei potenziali di prova.

## Campo elettrico in condizioni non stazionarie
L'elettrostatica e la magnetostatica rappresentano due casi particolari di una teoria più generale, l'elettrodinamica, dal momento che trattano i casi in cui i campi elettrico e magnetico non variano nel tempo. In condizioni stazionarie il campo elettrico ed il campo magnetico possono essere infatti trattati indipendentemente l'uno dall'altro, tuttavia in condizioni non stazionarie i due campi appaiono come le manifestazioni di una stessa entità fisica: il campo elettromagnetico.
Le stesse cariche che sono sorgente del campo elettrico, infatti, quando sono in moto generano un campo magnetico. Questo fatto è descritto dalle due leggi fisiche che correlano i fenomeni elettrici con quelli magnetici: la legge di Ampere-Maxwell e la sua simmetrica legge di Faraday, descritte nel seguito.

### La legge di Faraday
La legge di Faraday afferma che la forza elettromotrice indotta in un circuito chiuso da un campo magnetico è pari all'opposto della variazione del flusso magnetico del campo attraverso l'area abbracciata dal circuito nell'unità di tempo:
{\displaystyle {\text{f.e.m. }}=-{\mathrm {d} \Phi _{B} \over \mathrm {d} t}}
dove {\displaystyle \Phi _{B}} è il flusso del campo magnetico {\displaystyle \mathbf {B} }. Dalla definizione di forza elettromotrice la precedente relazione può essere scritta come:
{\displaystyle \oint _{C}\mathbf {E} \cdot \mathrm {d} \mathbf {l} =-{\mathrm {d}  \over \mathrm {d} t}\int _{S}\mathbf {B} \cdot {\mbox{d}}\mathbf {S} =-\int _{S}{\frac {\partial \mathbf {B} }{\partial t}}\cdot {\mbox{d}}\mathbf {S} }
applicando il teorema del rotore al primo membro:
{\displaystyle \oint _{C}\mathbf {E} \cdot \mathrm {d} \mathbf {l} =\int _{S}(\nabla \times \mathbf {E} )\cdot {\mbox{d}}\mathbf {S} }
si giunge a:
{\displaystyle \int _{S}(\nabla \times \mathbf {E} )\cdot {\mbox{d}}\mathbf {S} =-\int _{S}{\frac {\partial \mathbf {B} }{\partial t}}\cdot {\mbox{d}}\mathbf {S} }
Uguagliando gli integrandi segue la forma locale della legge di Faraday, che rappresenta la terza equazione di Maxwell:
{\displaystyle \nabla \times \mathbf {E} =-{\frac {\partial \mathbf {B} }{\partial t}}}
Ovvero il campo elettrico può essere generato da un campo magnetico variabile nel tempo. Una conseguenza fondamentale della legge di Faraday è che il campo elettrico in condizioni non stazionarie non è più conservativo, dal momento che la sua circuitazione non è più nulla. Inoltre, avendo definito:
{\displaystyle \mathbf {B} =\nabla \times \mathbf {A} }
dove {\displaystyle \mathbf {A} } è il potenziale vettore magnetico, dalla legge di Faraday segue che:
{\displaystyle \nabla \times \left(\mathbf {E} +{\frac {\partial \mathbf {A} }{\partial t}}\right)={\boldsymbol {0}}}
Dal momento che il rotore è definito a meno di un gradiente, si ha:
{\displaystyle \mathbf {E} =-\nabla \phi -{\frac {\partial \mathbf {A} }{\partial t}}}
Il campo elettrico è così scritto in funzione dei potenziali associati al campo elettromagnetico.

### La legge di Ampere-Maxwell
L'estensione della legge di Ampère al caso non stazionario mostra come un campo elettrico variabile nel tempo sia sorgente di un campo magnetico. Ponendo di essere nel vuoto, la forma locale della legge di Ampère costituisce la quarta equazione di Maxwell nel caso stazionario:
{\displaystyle \nabla \times \mathbf {B} =\mu _{0}\mathbf {J} \ }
Tale relazione vale solamente nel caso stazionario poiché implica che la divergenza della densità di corrente sia nulla, contraddicendo in questo modo l'equazione di continuità per la corrente elettrica:
{\displaystyle \nabla \cdot \mathbf {J} =-{\frac {\partial \rho }{\partial t}}}
Per estendere la legge di Ampère al caso non stazionario è necessario inserire la prima legge di Maxwell nell'equazione di continuità:
{\displaystyle \nabla \cdot \mathbf {J} +{\frac {\partial \rho }{\partial t}}=\nabla \cdot \left(\mathbf {J} +\varepsilon _{0}{\frac {\partial \mathbf {E} }{\partial t}}\right)}
Il termine
{\displaystyle \mathbf {J} _{s}=\varepsilon _{0}{\frac {\partial \mathbf {E} }{\partial t}}}
è detto corrente di spostamento, e deve essere aggiunto alla densità di corrente nel caso non stazionario.
Inserendo la densità di corrente generalizzata così ottenuta nella legge di Ampère:
{\displaystyle \mathbf {\nabla \times B} =\mu _{0}\left(\mathbf {J} +\varepsilon _{0}{\frac {\partial \mathbf {E} }{\partial t}}\right)}
si ottiene la quarta equazione di Maxwell nel vuoto. Tale espressione mostra come la variazione temporale di un campo elettrico sia sorgente di un campo magnetico.

## Campo elettrico in presenza di dielettrici
La presenza di materiale dielettrico nello spazio ove esista un campo elettrico {\displaystyle \mathbf {E} } modifica il campo stesso. Questo è dovuto al fatto che gli atomi e le molecole che compongono il materiale si comportano come dipoli microscopici e si polarizzano in seguito all'applicazione di un campo elettrico esterno. L'effetto della polarizzazione elettrica può essere descritto riconducendo la polarizzazione dei dipoli microscopici ad una grandezza vettoriale macroscopica, che descriva il comportamento globale del materiale soggetto alla presenza di un campo elettrico esterno. Il vettore intensità di polarizzazione, anche detto vettore di polarizzazione elettrica e indicato con {\displaystyle \mathbf {P} }, è il dipolo elettrico per unità di volume posseduto dal materiale.
La polarizzazione del dielettrico crea entro il materiale una certa quantità di carica elettrica indotta, detta carica di polarizzazione {\displaystyle \rho _{p}}. Introducendo tale distribuzione di carica nella prima delle equazioni di Maxwell, che esprime la forma locale del teorema del flusso per il campo elettrico, si ha:
{\displaystyle \nabla \cdot \mathbf {E} ={\frac {1}{\varepsilon _{0}}}(\rho _{f}+\rho _{p})={\frac {1}{\varepsilon _{0}}}(\rho _{f}-\nabla \cdot \mathbf {P} )}
dove {\displaystyle \rho _{f}} è la densità di cariche libere e nel secondo passaggio si è utilizzata la relazione tra la densità volumica di carica di polarizzazione ed il vettore di polarizzazione. Si ha quindi:
{\displaystyle \nabla \cdot (\varepsilon _{0}\mathbf {E} +\mathbf {P} )=\rho _{f}}.
L'argomento dell'operatore differenziale è il vettore induzione elettrica, definito come:
{\displaystyle \mathbf {D} =\varepsilon _{0}\mathbf {E} +\mathbf {P} }
E la prima equazione di Maxwell assume la forma:
{\displaystyle \nabla \cdot \mathbf {D} =\rho -\rho _{p}=\rho _{f}}
La maggior parte dei materiali isolanti può essere trattata come un dielettrico lineare omogeneo ed isotropo, questo significa che tra il dipolo indotto nel materiale ed il campo elettrico esterno sussista una relazione lineare. Si tratta di un'approssimazione di largo utilizzo, ed in tal caso i campi {\displaystyle \mathbf {E} } e {\displaystyle \mathbf {D} } sono equivalenti a meno di un fattore di scala:
{\displaystyle \mathbf {D} =\varepsilon _{r}\varepsilon _{0}\mathbf {E} }
e di conseguenza:
{\displaystyle \mathbf {P} =(\varepsilon _{r}-1)\varepsilon _{0}\mathbf {E} =\varepsilon _{0}\chi \mathbf {E} ,}
La grandezza {\displaystyle \varepsilon _{r}} è la costante dielettrica relativa, e dipende dalle caratteristiche microscopiche del materiale. Se il materiale non è omogeneo, lineare ed isotropo, allora {\displaystyle \varepsilon } dipende da fattori come la posizione all'interno del mezzo, la temperatura o la frequenza del campo applicato.
Nel dominio delle frequenze, per un mezzo lineare e indipendente dal tempo sussiste la relazione:
{\displaystyle \mathbf {D(\omega )} =\varepsilon (\omega )\mathbf {E} (\omega )}
dove {\displaystyle \omega } è la frequenza del campo.

### Equazioni di Maxwell in presenza di dielettrici
Inserendo il vettore di induzione elettrica nelle equazioni di Maxwell nei materiali, considerando il caso in cui il dielettrico sia perfetto e isotropo e ponendo che anche per il campo magnetico nei materiali sussista una relazione di linearità, si ha:
{\displaystyle {\begin{cases}\nabla \cdot \mathbf {D} =\rho \\\\\nabla \cdot \mathbf {B} =0\\\\\nabla \times \mathbf {E} =-{\dfrac {\partial \mathbf {B} }{\partial t}}\\\\\nabla \times \mathbf {H} =\mathbf {j} +{\dfrac {\partial \mathbf {D} }{\partial t}}\\\end{cases}}}
dove {\displaystyle \mathbf {H} } è il campo magnetico nei materiali, e costituisce l'analogo del vettore induzione elettrica per la polarizzazione magnetica.

### Condizioni di raccordo tra dielettrici
Considerando dielettrici perfetti ed isotropi, è possibile definire le condizioni di raccordo del campo elettrostatico quando attraversa due dielettrici di costante dielettrica relativa {\displaystyle \varepsilon _{1}} e {\displaystyle \varepsilon _{2}}. Sulla superficie di separazione si consideri una superficie cilindrica di basi {\displaystyle \operatorname {d} \mathbf {S} } e altezza {\displaystyle \operatorname {d} l} infinitesima, di ordine di grandezza superiore alla base. Applicando il flusso di Gauss uscente dalle basi si evince che il flusso infinitesimo è nullo poiché non vi sono cariche libere localizzate al suo interno:
{\displaystyle 0=\Phi _{\mathbf {D} }=\mathbf {D} _{1}\cdot \operatorname {d} \mathbf {S} +\mathbf {D} _{2}\cdot \operatorname {d} \mathbf {S} =\operatorname {d} S(D_{1}^{n}-D_{2}^{n})}
dove {\displaystyle D_{1}^{n}=D_{2}^{n}} sono le componenti normali del campo di spostamento elettrico. In termini di campo elettrico si ha quindi:
{\displaystyle \varepsilon _{1}E_{1}^{n}=\varepsilon _{2}E_{2}^{n}}
Per la componente tangenziale del campo elettrico vale il teorema di Coulomb, ovvero la direzione del campo elettrico è normale alla superficie del conduttore, e pertanto la componente tangenziale si conserva:
{\displaystyle E_{1}^{t}=E_{2}^{t}}
In termini di campo di spostamento elettrico:
{\displaystyle {\frac {D_{1}^{t}}{\varepsilon _{1}}}={\frac {D_{2}^{t}}{\varepsilon _{2}}}}
Attraversando la superficie di separazione tra due dielettrici perfetti ed isotropi, quindi, la componente normale del campo elettrico subisce una discontinuità mentre quella tangenziale non si modifica, viceversa per il campo di spostamento elettrico. Unendo le due relazioni si ottiene la legge di rifrazione delle linee di forza del campo elettrico:
{\displaystyle {\frac {E_{1}^{t}}{\varepsilon _{1}E_{1}^{n}}}={\frac {E_{2}^{t}}{\varepsilon _{2}E_{2}^{n}}}}
e dunque:
{\displaystyle {\frac {\tan \theta _{1}}{\tan \theta _{2}}}={\frac {\varepsilon _{1}}{\varepsilon _{2}}}}
dove
{\displaystyle \tan \theta ={\frac {E^{t}}{E^{n}}}}
è l'angolo di rifrazione.

## Il campo elettromagnetico
Il campo elettromagnetico è dato dalla combinazione del campo elettrico {\displaystyle \mathbf {E} } e del campo magnetico {\displaystyle \mathbf {B} }, solitamente descritti con vettori in uno spazio a tre dimensioni. Il campo elettromagnetico interagisce nello spazio con cariche elettriche e può manifestarsi anche in assenza di esse, trattandosi di un'entità fisica che può essere definita indipendentemente dalle sorgenti che l'hanno generata. In assenza di sorgenti il campo elettromagnetico è detto onda elettromagnetica, essendo un fenomeno ondulatorio che non richiede di alcun supporto materiale per diffondersi nello spazio e che nel vuoto viaggia alla velocità della luce. Secondo il modello standard, il quanto della radiazione elettromagnetica è il fotone, mediatore dell'interazione elettromagnetica.
La variazione temporale di uno dei due campi determina il manifestarsi dell'altro: campo elettrico e campo magnetico sono caratterizzati da una stretta connessione, stabilita dalle quattro equazioni di Maxwell. Le equazioni di Maxwell, insieme alla forza di Lorentz, definiscono formalmente il campo elettromagnetico e ne caratterizzano l'interazione con oggetti carichi. Le prime due equazioni di Maxwell sono omogenee e valgono sia nel vuoto che nei mezzi materiali, e rappresentano in forma differenziale la Legge di Faraday e la legge di Gauss per il campo magnetico. Le altre due equazioni descrivono il modo con cui il materiale in cui avviene la propagazione interagisce, polarizzandosi, con il campo elettrico e magnetico, che nella materia sono denotati con {\displaystyle \mathbf {D} } e {\displaystyle \mathbf {H} }. Esse mostrano in forma locale la Legge di Gauss elettrica e la Legge di Ampère-Maxwell.
La forza di Lorentz è la forza {\displaystyle \mathbf {F} } che il campo elettromagnetico genera su una carica {\displaystyle q} puntiforme:
{\displaystyle \mathbf {F} =q(\mathbf {E} +\mathbf {v} \times \mathbf {B} )}
dove {\displaystyle \mathbf {v} } è la velocità della carica.
Le equazioni di Maxwell sono formulate anche in elettrodinamica quantistica, dove il campo elettromagnetico viene quantizzato. Nell'ambito della meccanica relativistica, i campi sono descritti dalla teoria dell'elettrodinamica classica in forma covariante, cioè invariante sotto trasformazione di Lorentz. Nell'ambito della teoria della Relatività il campo elettromagnetico è rappresentato dal tensore elettromagnetico, un tensore a due indici di cui i vettori campo elettrico e magnetico sono particolari componenti.